# Puto bryanthi
Puto bryanthi är en insektsart som beskrevs av Ferris 1950. Puto bryanthi ingår i släktet Puto och familjen ullsköldlöss. Inga underarter finns listade i Catalogue of Life.